# Distretto di Büren
Il distretto di Büren è stato uno dei 26 distretti del cantone di Berna in Svizzera. Confinava con i distretti di Fraubrunnen a sud-est, di Aarberg a sud, di Nidau a sud-ovest, di Bienna a ovest, di Courtelary a nord-ovest e con il Canton Soletta (distretti di Lebern a nord e di Bucheggberg a est). Il comune di Büren an der Aare era il capoluogo del distretto. La sua superficie era di 88 km² e contava 14 comuni.
I suoi comuni sono passati alla sua soppressione al Circondario di Biel e Circondario del Seeland.

## Comuni
- CH-3296 Arch
- CH-3263 Büetigen
- CH-3294 Büren an der Aare
- CH-3292 Busswil bei Büren
- CH-3264 Diessbach bei Büren
- CH-3293 Dotzigen
- CH-2543 Lengnau
- CH-3297 Leuzigen
- CH-3294 Meienried
- CH-2554 Meinisberg
- CH-3298 Oberwil bei Büren
- CH-2542 Pieterlen
- CH-3295 Rüti bei Büren
- CH-3251 Wengi